# トゥルー・グリット
『トゥルー・グリット』（原題: True Grit）は、コーエン兄弟監督、製作、脚本による2010年のアメリカ映画。スティーヴン・スピルバーグが製作総指揮を執った。1969年にジョン・ウェインが主演を務めた西部劇映画『勇気ある追跡』をリメイクしたもので、チャールズ・ポーティスが著した原作小説の再映画化である。主演はジェフ・ブリッジスで、共演にヘイリー・スタインフェルド、マット・デイモン、ジョシュ・ブローリン、バリー・ペッパーなど。
第61回ベルリン国際映画祭ではオープニング作品として上映された。

## ストーリー
14歳の少女マティ・ロスは、フォート・スミスで牧場の使用人トム・チェイニーに父を殺され、馬と金貨と銃を盗まれた。父のかたきをうつために彼女は腕利きと評判の連邦保安官（マーシャル）ルースター・コグバーンを雇うことにした。コグバーンは元泥棒で大酒飲みだが、マティの真摯な気持ちと金に動かされてチェイニーを狩ることにする。仲間にテキサス・レンジャーで、テキサス州議員を殺した賞金のためにチェイニーを追うラ・ビーフも加わるが、マティに対する方針の違いとコグバーンとの不仲から喧嘩別れになってしまう。
チェイニーがお尋ね者ラッキー・ネッド一味と合流しているのを知ったマティとコグバーンは、彼らの仲間のムーンとクィンシーが隠れ住む小屋に入り込むが、手ちがいで二人とも殺してしまう。夜中にやって来たネッド一味の一人を殺し、彼らを追跡していたラ・ビーフと再び合流したあと、一行はネッドらのアジトを目指して出発する。
道中、コグバーンはたった一人で七人と決闘して勝ったことを、ラ・ビーフは超遠距離からの狙撃を成功させたことを自慢するが、互いに相手の話を信じず喧嘩になってしまう。途中で水を汲みに行ったマティは川でいきなりチェイニーと遭遇し、父の遺産だったコルト・ドラグーンで彼を撃ち重傷を負わせるが、逆に捕まってしまう。
マティを人質に取られたコグバーンはネッド一味の残り4人と決闘をおこなって3人を殺し、ネッドに致命傷を負わせて勝利するも、落馬してしまう。コグバーンは瀕死のネッドに殺されそうになるが、ラ・ビーフのカービン銃による狙撃で救われる。チェイニーと一緒に残されたマティは、不意打ちでラ・ビーフを襲ったチェイニーを父の銃で殺すが、銃を撃った勢いでガラガラ蛇の穴に落ちて蛇に噛まれる。
マティを救うためにコグバーンは馬を走らせ、馬が死ぬと最後には彼女を抱えて一晩中走り続け、マティを人里に届ける。マティは一命を取り留めるが、彼女が回復するまでずっと傍にいたというコグバーンは、目を覚ました時にはいなくなっていた。マティはコグバーンに手紙を書くが返事はなく、ラ・ビーフのその後は不明である。
冒険は終わった。それから25年後、毒の治療で片腕を失って成長したマティは、必死に父の事業を引き継いで働いてきた為ずっと独身だった。ついにワイルド・ウエスト・ショーで働くコグバーンから手紙が届き彼の消息を知るが、彼女が訪ねて行ったときにはその３日前に死んでおり、南軍の共同墓地に葬られていた。コグバーンが「ナイトホース病にかかった」と言っていた事を笑いながら話すショーの興行主、かつての「敵」の同類であるコール・ヤンガーを「クズ！」と罵ったマティは、コグバーンの遺体を引き取って、自分のそばに埋葬し供養した。マティは生きていれば老人であろうラ・ビーフを探し続ける。

## キャスト
※括弧内は日本語吹き替え
- ルースター（ルーベン・J）・コグバーン - ジェフ・ブリッジス（有川博）

眼帯が特徴の連邦保安官。
- マティ・ロス - ヘイリー・スタインフェルド（三村ゆうな）

父をチェイニーに殺され復讐を誓い、コグバーンを雇う。
- ラ・ビーフ - マット・デイモン（平田広明）

テキサスレンジャー。チェイニーを追ってきた。
- トム・チェイニー - ジョシュ・ブローリン（谷昌樹）

マティの父親を殺害した。
- ラッキー・ネッド・ペッパー - バリー・ペッパー（廣田行生）
- ストーンヒル - デイキン・マシューズ（小山武宏）
- 葬儀師 - ジャーラス・コンロイ（島香裕）
- エメット・クインシー - ポール・レイ（坂本くんぺい）
- ムーン - ドーナル・グリーソン（茶花健太）
- マティ・ロス（大人） - エリザベス・マーヴェル（塩田朋子）

## 製作
企画は2008年2月頃に噂されたが、その後2009年3月にコーエン兄弟が監督に決まるまで音沙汰が無かった。本作の脚本は父を殺された少女の視点となっており、1969年版よりも原作に近くなっている。イーサン・コーエンは「リメイクした理由はチャールズ・ポーティスの原作に強く惹かれたから」、「オリジナル版は子供の頃に観たきりで全く覚えていないため、影響は全く受けていない」と明かしている。
2009年11月にマティ・ロス役のためのキャスティング・セッションがテキサスで行われ、1万5000人の候補者から選考されたが中々見つからず、最終的にロサンゼルス出身のヘイリー・スタインフェルド（当時13歳）に決定した。
撮影は2010年3月から4月にかけてテキサス州グレンジャー及びオースティンと、ニューメキシコ州サンタフェで行われた。撮影中は天候に恵まれなかった。

## 評価

### 興行成績
2010年12月22日にアメリカとカナダで公開され、初週末3日間で2483万443ドルを稼いで初登場2位となった。2週目も2位を維持し、3週目には1位となった。2011年2月24日までに北米で1億6479万7553ドルを稼いでおり、コーエン兄弟の監督作では最大のヒット作となっている。また、西部劇映画としては『ダンス・ウィズ・ウルブズ』に次いで歴代2位の北米興行収入である。

### 批評
Rotten Tomatoesには259件のレビューで支持率が96％、平均点が8.3/10となった。Metacriticでは41のレビュー中肯定的なものが39で、平均点は100点満点で80点だった。
ロジャー・イーバートは4つ星満点中3.5つ星を与えた。『ローリング・ストーン』誌のピーター・トラヴァースが選ぶ2010年の映画トップ10では4位となった。他に映画監督のクエンティン・タランティーノも本作を2010年のベストの一つに挙げている。
第83回アカデミー賞では作品賞を含む10部門にノミネートされたが、無冠に終わった。